# Michael Meert
Michael Adriaan Meert (* 6. November 1953 in Bonn) ist ein deutscher Filmregisseur. 

## Leben
Studium an der Deutschen Film- und Fernsehakademie Berlin. 
Mitbegründer der Videobewegung in den 1970er Jahren. Spezialist in Musik-Dokumentationen und Doku-Drama.
Michael Meert ist beeinflusst von Andrej Tarkowski, Joris Ivens und Johan van der Keuken, denen er an der Deutschen Film- und Fernsehakademie Berlin (dffb) begegnete und später vom polnischen Dramaturgen Edvard Bernstein-Zebrowski und dem Regisseur Krzysztof Kieślowski, mit denen er drei Jahre lang am Künstlerhaus Bethanien, Berlin arbeitete und debattierte. Durch die neue Videotechnik lotete er Bereiche an der Grenze zwischen Dokumentarfilm und Videokunst aus. Daraus entwickelte sich eine kontinuierliche Arbeit im Bereich des Musikfilms. Es geht ihm darum poetische Prinzipien in den TV-Alltag zu bringen.
Seit 1993 ist er mit der spanischen Journalistin Maite Serrano verheiratet, die auch an den Filmprojekten mitarbeitet. Parallel zu den Musikfilmen entstehen immer wieder Dokumentarfilme, meist biografische Geschichten in verschiedenen Kulturen. Zu Kultfilmen wurden seine Werke:
Krieg der Töne, Bad Boy of Music, Der Flamencoclan und Herencia Flamenca.

## Filmografie (Auswahl)
- 2013: Wellenlängen / Electronic Waves
- 2012: Alle Menschen werden Brüder. Die Freimaurer und die Musik
- 2010: Die 12 langen Jahre
- 2009: Die hängenden Gärten von Cordoba
- 2008: Musikalische Reise – Beethoven in Bonn
- 2007: Vom schönen leben
- 2007: Der junge Beethoven
- 2007: Das Geheimnis des Dritten Tores
- 2005: Jordi Savall oder wie die Indianer sich in die Barockmusik einschlichen
- 2005: Eine Baltische Reise – Gidon Kremer
- 2004: Der Flamenco Clan
- 2003: Pablo Casals, ein Musiker verlangt eine bessere Welt
- 2000: Bad Boy of Music
- 1999: Violin Up! – Isaac Stern
- 1996: Iberia – Die Isaac Albéniz Story
- 1995: Paco de Lucía. Light and Shade
- 1993: Manuel de Falla und Federico García Lorca
- 1989: Der Tod des Maurice Ravel
- 1987: Krieg der Töne
- 1984: Nahtstellen